# 十三洞桥
29°53′03″N 121°24′26″E / 29.884276°N 121.407175°E
十三洞桥是中国浙江省宁波市的一座古桥。桥梁位于海曙区集士港镇湖山村董家自然村，因桥梁中有13个桥孔得名，在宁波塘河桥梁中孔数最多。桥梁始建于清代嘉庆年间，长53.31米，宽2.2米，桥墩高6米，由小溪石砌成，桥梁中孔刻有“十三洞桥”四个字。2017年1月，十三洞桥成为浙江省文物保护单位。

## 图片

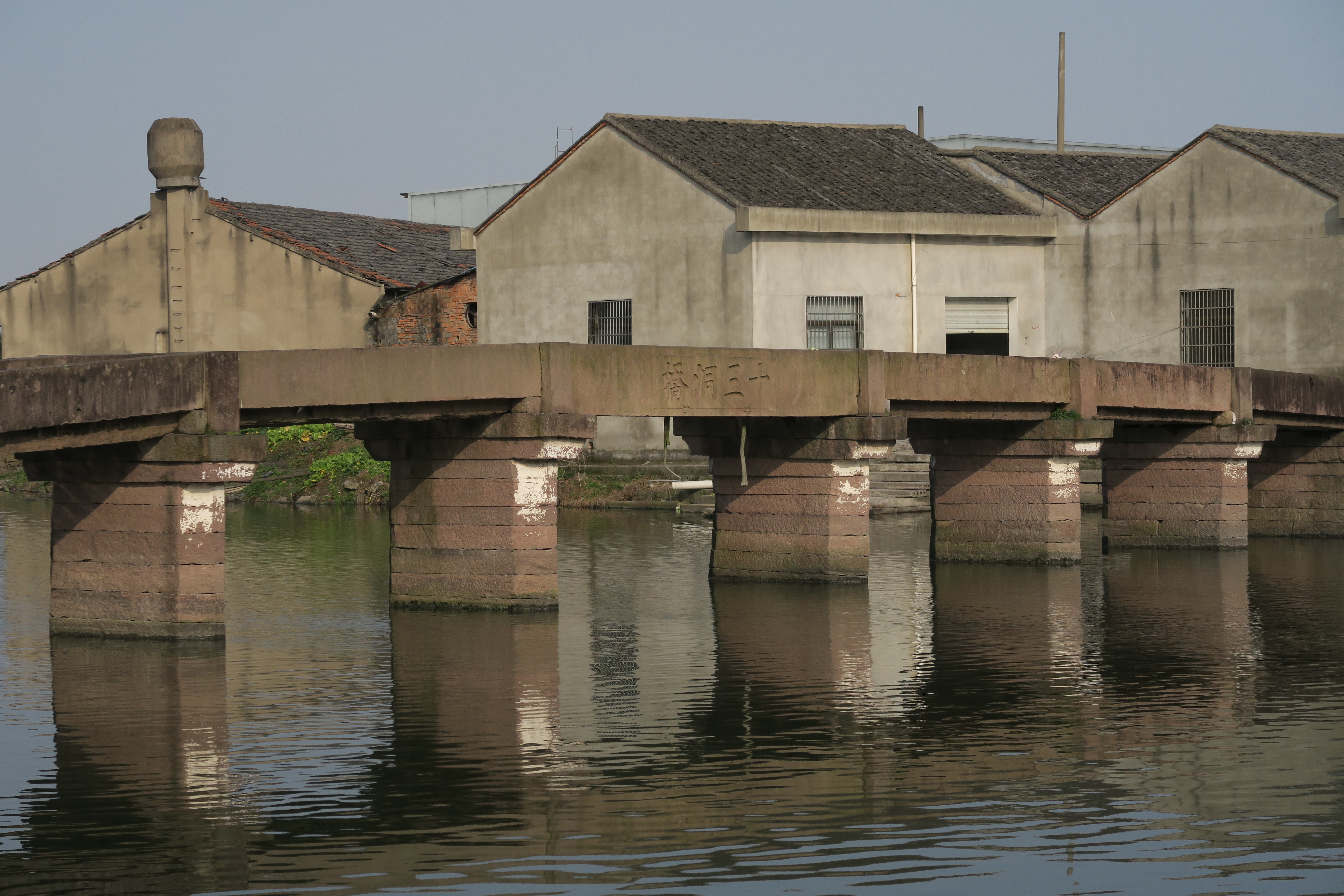
桥梁中孔
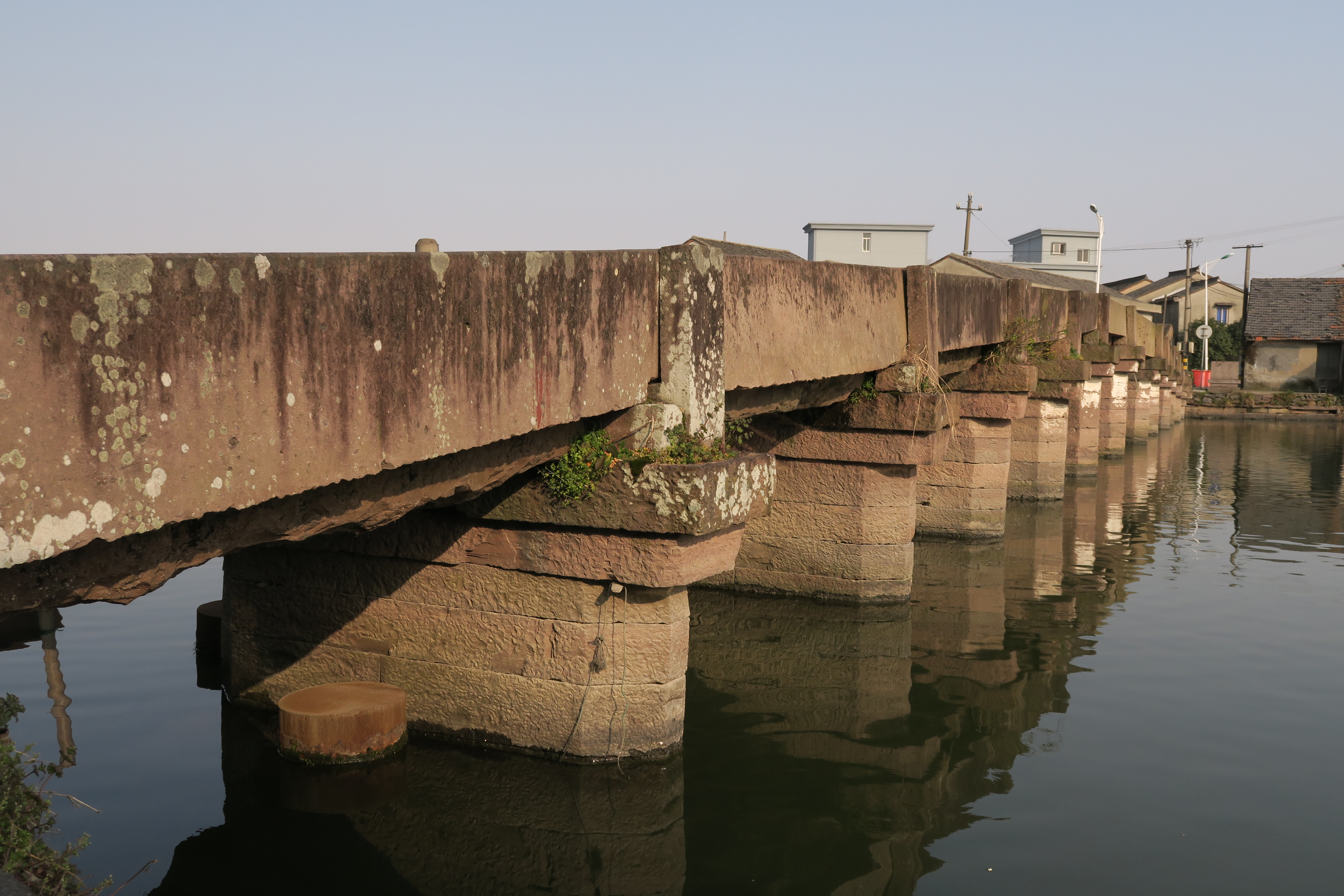
桥墩
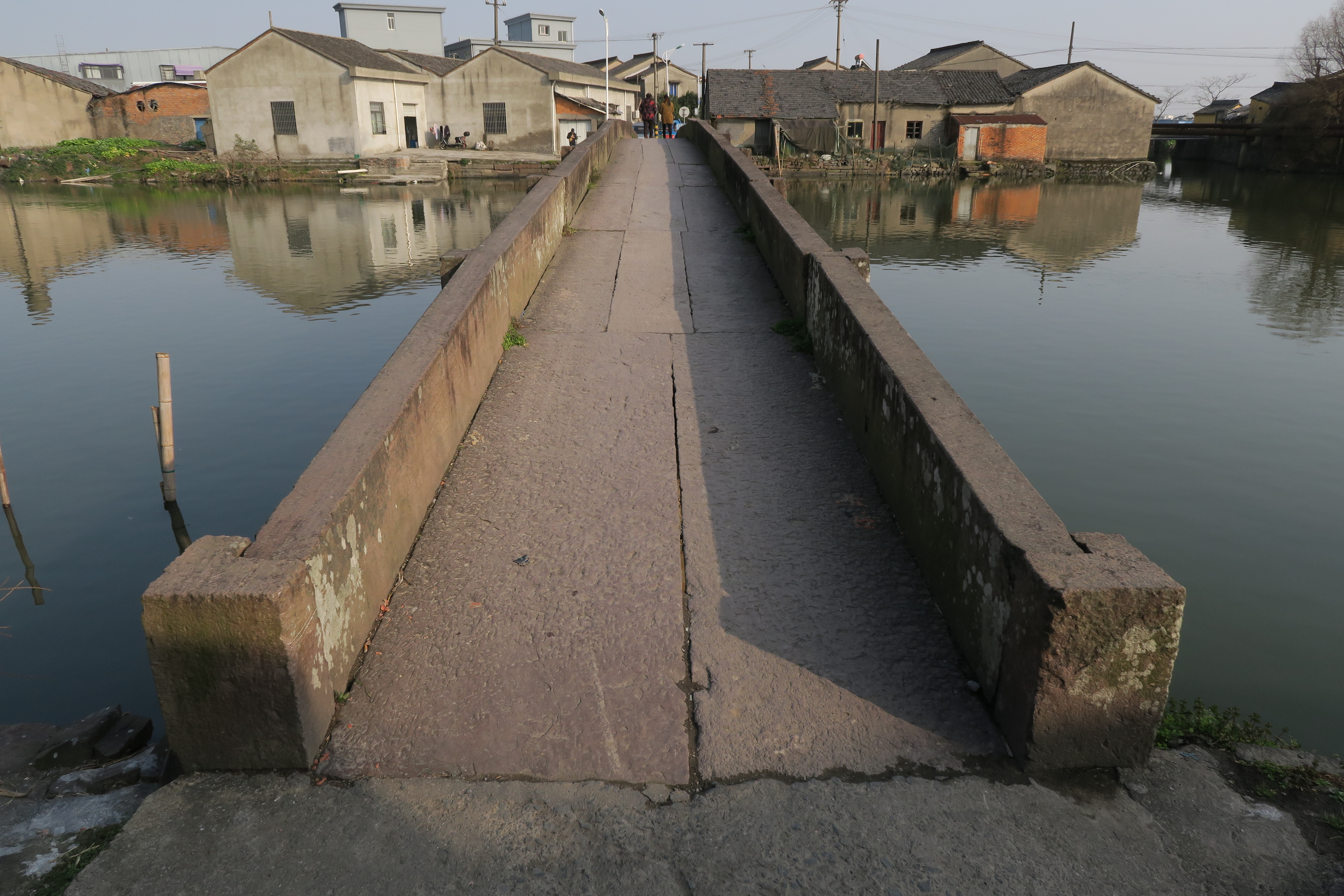
桥面
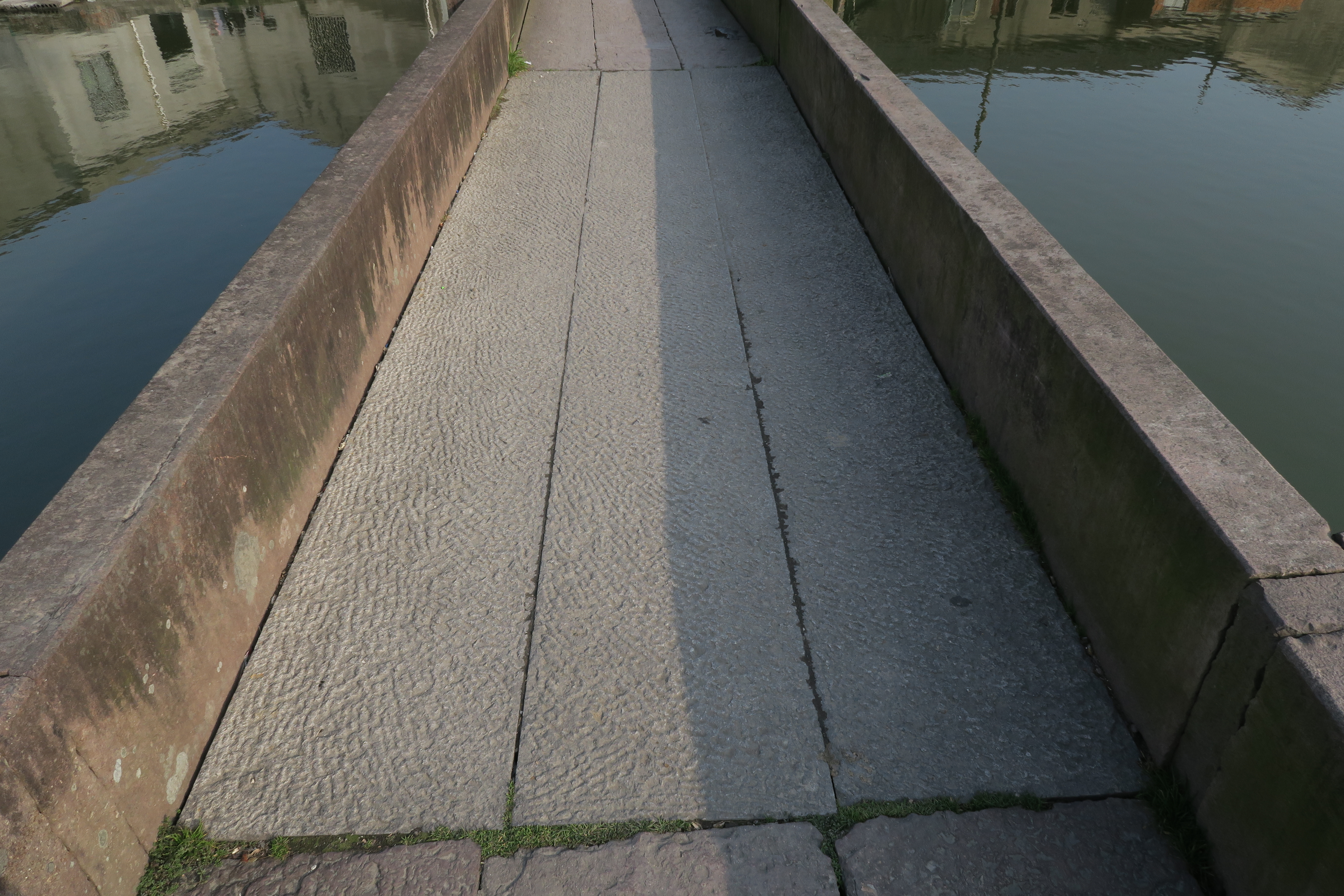
经过修补的中孔桥面